# Villariès
Villariès (okzitanisch Vilariès) ist eine französische Gemeinde im Département Haute-Garonne in der Region Okzitanien. Sie gehört zum Arrondissement Toulouse und zum Kanton Pechbonnieu. Die 879 Einwohner (Stand: 1. Januar 2022) werden Villariesois genannt.

## Geografie
Villariès liegt etwa 16 Kilometer nordnordöstlich von Toulouse. Der Girou durchquert den Südteil der Gemeinde. Umgeben wird Villariès von den Nachbargemeinden Vacquiers im Nordwesten und Norden, Montjoire im Nordosten, Bazus im Osten und Südosten, Montberon im Süden, Labastide-Saint-Sernin im Südwesten sowie Gargas im Westen.

## Bevölkerungsentwicklung
| Jahr                       | 1962 | 1968 | 1975 | 1982 | 1990 | 1999 | 2006 | 2012 | 2020 |
| Einwohner                  | 218  | 208  | 239  | 377  | 523  | 592  | 770  | 821  | 796  |
| Quellen: Cassini und INSEE |      |      |      |      |      |      |      |      |      |

## Sehenswürdigkeiten
- Kirche Saint-Julienaus dem 15. Jahrhundert, heutiger Bau aus dem 17. Jahrhundert
- Archäologisches Museum
- Eiche (genannt Sully) aus dem 16. Jahrhundert

|  |  |